# Of Sculptured Ivy and Stone Flowers
Of Sculptured Ivy and Stone Flowers — второй студийный альбом группы Novembers Doom, вышедший в 1999 году.

## Об альбоме
Вскоре после выпуска в 1995 году своего дебютного альбома Amid Its Hallowed Mirth группа написала материал для своего второго альбома, стилистика которого была очень похожей на стилистику дебютного альбома. Но этот материал так никогда не был ни записан на студии, ни тем более издан. Группа вела переговоры с лейблом Pavement Music, но тот уже занимался продвижением флоридской дэт-метал-группы HatePlow, и лейбл отказался взваливать на себя заботы об ещё одной молодой группе. В связи с неопределённостью в дальнейшей судьбе группы её было решено распустить.
Примерно через полгода к Кюру обратились с предложением о том, чтобы Novembers Doom сыграла на разогреве у британской группы My Dying Bride. Кюр обратился к остальным участникам своей группы и они начали готовиться к концерту. Однако в день концерта барабанщик MDB заболел и группа улетела домой, а концерт был отменён. Тем не менее, это событие привело Кюра к решению продолжить деятельность группы. Для этого пришлось искать новых музыкантов. Первым в группу был принят Эрик Бернли, через две недели — Мэри Билич. Через некоторое время был найден и ударник: им стал Саша Хорн. Таким образом, единственными участниками группы, оставшимися со времён первого альбома, стали Кюр и вокалистка Кэти Джо Хейна.
Завершив формирование нового состава, группа приступила к сочинению материала. Первые три песни были выпущены как мини-альбом For Every Leaf That Falls, изданный группой собственными силами в 1997 году. Вскоре после его выхода к группе обратилась Мария Эйбрил с предложением контракта с создаваемым ею лейблом. Группа же после выпуска мини-альбома получила несколько заманчивых предложений, но Кюр отказался от них (о чём впоследствии жалел) в пользу лейбла Эйбрил. Лейбл Martyr Music Group был создан в июне 1998 года в Нью-Йорке, где проживала на тот момент Эйбрил, работавшая в Nuclear Blast America. Основателями и владельцами MMG стали Эйбрил и её компаньон Роб Смит. Им удалось заключить сделки с четырьмя группами: бостонской Drained, и чикагскими Broken Hope (с ней Эйбрил работала ещё как представитель Nuclear Blast America), Em Sinfonia и Novembers Doom.
Подписывая контракт с MMG группа, по выражению Кюра, «чувствовала, что сделала самый умный поступок какой только могли сделать». MMG начал размещать рекламу в журналах и другой прессе, где вскоре появилась некоторая реакция на появление нового альбома. Однако, у MMG на тот момент ещё не было налаженных каналов дистрибуции, и к тому моменту, когда дистрибуция была налажена, альбому Of Sculptured Ivy and Stone Flowers исполнилось 7 месяцев, а реклама на тот момент уже была посвящена новому релизу Broken Hope.

## Список композиций
Все тексты написаны Полом Кюром, вся музыка написана Эриком Бернли.
| №                   | Название                     | Длительность |
| ------------------- | ---------------------------- | ------------ |
| 1.                  | «With Rue And Fire»          | 5:41         |
| 2.                  | «The Jealous Sun»            | 6:09         |
| 3.                  | «Suffer The Red Dream»       | 7:59         |
| 4.                  | «All The Beauty Twice Again» | 4:17         |
| 5.                  | «Reaping Forest Calm»        | 5:29         |
| 6.                  | «Before The Wind»            |              |
| 7.                  | «For Every Leaf That Falls»  | 4:37         |
| 8.                  | «Serenity Forgotten»         | 2:09         |
| 9.                  | «Forever With Unopened Eyes» | 4:18         |
| 10.                 | «Dawn Breaks»                | 6:05         |
| Общая длительность: | Общая длительность:          | 47:33        |

| №                   | Название                                    | Длительность |
| ------------------- | ------------------------------------------- | ------------ |
| 10.                 | «Serenity Remembered»                       | 2:11         |
| 11.                 | «For Every Leaf That Falls (Soft Version)»  | 5:15         |
| 12.                 | «Forever With Unopened Eyes (Soft Version)» | 3:36         |
| Общая длительность: | Общая длительность:                         | 54:30        |

## Участники записи
| Novembers Doom - Пол Кюр — вокал - Эрик Бернли — гитара - Мэри Билич — бас-гитара - Саша Хорн — ударные - Кэти Джо Хейна — вокал Другие музыканты - Эрик Кикке — гитара («Forever With Unopened Eye») | Персонал - Участники Novembers Doom — продюсеры - Брайан Гриффин — продюсер, звукорежиссёр (Quali-Tone, Бич-Парк) - Пол Кюр — художественное оформление альбома |  |

## История релиза
Выпустив в 2007 году альбом The Novella Reservoir, группа занялась переизданием своего старого материала. 27 мая 2008 года альбом Of Sculptured Ivy and Stone Flowers с дополнительными бонус-треками был перевыпущен лейблом The End Records.